# Low Dinsdale
Low Dinsdale är en by i civil parish Neasham, i kommunen Borough of Darlington, i Storbritannien. Det ligger i grevskapet Durham och riksdelen England, i den centrala delen av landet, 300 km norr om huvudstaden London. Low Dinsdale var en civil parish fram till 2016 när blev den en del av Neasham och Middleton St. George. Civil parish hade 871 invånare år 2011.